# Завинаги (сериал)
Завинаги (на турски: İstanbullu Gelin, в най-близък превод Истанбулска невеста или Истанбулска булка) е турски драматичен сериал, продукция на O3 Medya, с режисьори Зейнеп Гюнай Тан и Дениз Колош. Главните роли са поверени на Йозджан Дениз и Аслъ Енвер. Участват също Ипек Билгин, Салих Бадемджи, Фърат Танъш и Дилара Аксюйек. Премиерата му е през март 2017 г. по Star TV. Сериалът е адаптация на книгата, излязла на пазара в Турция през 2011 г., „Върни се към живота“ с автор психиатъра д-р Гюлсерен Будайъджъолу. За разлика от трагичния и изпълнен с насилие развой на реалните събития, описани в книгата, сценарият на сериала поема в друга по-оптимистична посока. Книгата „Върни се към живота“ излиза на българския пазар на 12 юни 2020 г. от издателство Сиела. 

## Сюжет
Сюрея, млада и красива певица, влиза  в живота на семейство Боран от Бурса като съпруга на най-големия син Фарук и всички тайни на семейството започват да се разкриват. Фарук е собственик на автобусна компания и лидер на мощно семейство в Бурса, което е монополист в Турция. Във втория сезон семейство Боран губи своя дом, наследство и е изправено пред борбите да приемат скромния си начин на живот.
В третия сезон те ще се изправят срещу Адем и ще си върнат това, което е тяхно.

## Излъчване
| Сезон | Сезон | Епизоди | Начало на сезона  | Край на сезона | Всички епизоди | ТВ сезон    | ТВ канал | Дата и час    |
| ----- | ----- | ------- | ----------------- | -------------- | -------------- | ----------- | -------- | ------------- |
|       | 1     | 16      | 3 март 2017       | 16 юни 2017    | 1 – 16         | 2017        | Star TV  | петък (20:00) |
|       | 2     | 37      | 22 септември 2017 | 8 юни 2018     | 17 – 53        | 2017 – 2018 | Star TV  | петък (20:00) |
|       | 3     | 34      | 21 септември 2018 | 31 май 2019    | 54 – 87        | 2018 – 2019 | Star TV  | петък (20:00) |

## Излъчване в България
| Сезон | Сезон | Епизоди | Начало на сезона    | Край на сезона      | Всички епизоди | ТВ сезон       | ТВ канал | Дата и час                 |
| ----- | ----- | ------- | ------------------- | ------------------- | -------------- | -------------- | -------- | -------------------------- |
|       | 1     | 48      | 16 октомври 2019 г. | 8 януари 2020 г.    | 1 – 48         | 2019 – 2020 г. | bTV      | всеки делничен ден (20:00) |
|       | 2     | 110     | 9 януари 2020 г.    | 19 юни 2020 г.      | 49 – 158       | 2020 г.        | bTV      | всеки делничен ден (20:00) |
|       | 3     | 122     | 22 юни 2020 г.      | 11 декември 2020 г. | 159 – 280      | 2020 г.        | bTV      | всеки делничен ден (20:00) |

## Актьорски състав
- Йозджан Дениз – Фарук Боран
- Аслъ Енвер – Сюрея Дениз Боран
- Ипек Билгин – Есма Боран Селимер
- Салих Бадемджи – Фикрет Боран
- Фърат Танъш – Адем Сезгин Боран
- Дилара Аксюйек – Ипек Боран
- Гювен Мурат Акпънар – Осман Боран
- Тамер Левент – Гарип Селимер
- Тилбе Саран – Идил
- Мерал Четинкая – Юлфет Каваклъ
- Неслихан Йелдан – Сенем
- Нихал Ялчън – Гюнеш Кьоксал
- Ахсен Ероолу – Яз Боран
- Нергис Чоракчъ – Къймет Докуйуджу
- Пелинсу Пир – Нургюл Гюрсой
- Фатих Коюноолу – Акиф
- Неслихан Арслан – Дилара
- Ахмет Сабри Йозменер – Мустафа
- Ерен Балкан – Гюлистан
- Мухарем Тюрксевен – Назиф
- Артур Касапоолу – Емир Боран
- Хакан Алтънер – Шахап Докуйуджу
- Беркай Хардал – Мурат Боран
- Хира Койунджуоолу – Баде Боран
- Семра Динчер – Рейхан Сезгин
- Йозге Борак – Бегюм
- Мурат Айген – Джан Турхан
- Хаял Кьосеоолу – Зейнеп
- Нилай Ердьонмез – Асийе[2]
- Ебру Шахин – Бурджу Селимер
- Дефне Самйели – Сирен
- Халит Караата – Халим
- Имер Йозгюн – Есра
- Каан Чакър – Окан Коркмаз
- Ейлюл Су Сапан – Йозгюр Коркмаз
- Анъл Илтер – Мерт
- Илгаз Кая – Младата Есма
- Юнис Нарин – Младия Гарип

## Версии
- Вечно обичащи се (2023), мексиканска теленовела, продуцирана от Силвия Кано за ТелевисаУнивисион, с участието на Алехандра Роблес Хил и Маркус Орнелас.

## В България
В България първият сезон на сериала започва на 16 октомври 2019 г. по bTV и завършва на 8 януари 2020 г. На 9 януари започва втори сезон и завършва на 19 юни. Трети сезон започва на 22 юни и завършва на 11 декември. Дублажът е на студио Медиа Линк. Ролите се озвучават от Лина Златева (в първи сезон), Елена Русалиева (във втори и трети сезон), Лидия Михова, Ася Рачева, Цанко Тасев, Христо Узунов (в първи сезон) и Александър Митрев (във втори и трети сезон).
На 25 май 2020 г. започва повторно излъчване по bTV Lady и завършва на 16 юли 2021 г. На 7 юли 2022 г. започва повторно излъчване на трети сезон и завършва на 2 ноември.